# Lachin
Lachin (azeri: Laçın) é um dos cinquenta e nove rayones nos que subdivide politicamente a República do Azerbaijão. A capital se encontra na cidade de Lachin. 

## Situação atual
No entanto, desde 1992 a região tem estado sob o controle da não reconhecida República de Artsaque e Armênia e tem sido denominada de Qashatagh, o nome do distrito durante o período medieval.
Após a captura de Lachin, as forças armênias substituíram a força de toda a população azeri e curda e a região se foi reassentado com refugiados armênios do Azerbaijão e com armênios étnicos de outros países depois da guerra de Nagorno-Karabakh.

## Território, população e superfície
Este rayon é possuidor uma superfície de 1.883 quilômetros quadrados, os quais são o lugar de uma população composta por umas 65.507 pessoas. Por onde, a densidade populacional se eleva a cifra dos 37,78 habitantes por cada quilômetro quadrado deste rayon.

## Economia
La região é inteiramente agrícola e seus produções são principalmente a pecuária e o tabaco, os cereais e as frutas.

## Transporte
O principal enlace terrestre entre Armênia e a República de Artsaque, é conhecido como o corredor de Lachin que cruza seu território.